# Herrschaft Aulendorf

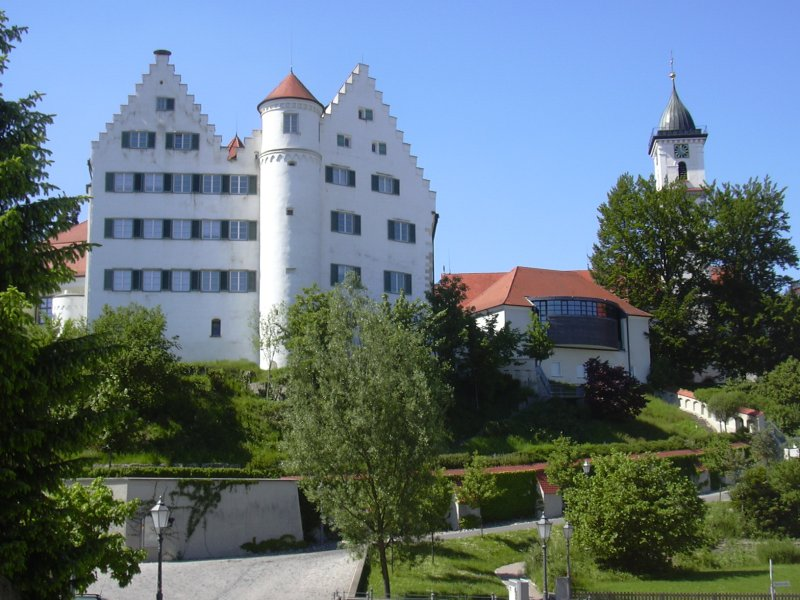
Schloss Aulendorf

Die Herrschaft Aulendorf mit Sitz auf Schloss Aulendorf in der heutigen Stadt Aulendorf im Landkreis Ravensburg in Baden-Württemberg wurde erstmals 935 genannt. Seit 1381 gehörte die Herrschaft den Herren von Königsegg.
Im Rahmen der Mediatisierung im Jahr 1806 kam die Herrschaft Aulendorf unter die Landeshoheit von Württemberg.